# Unidad Popular

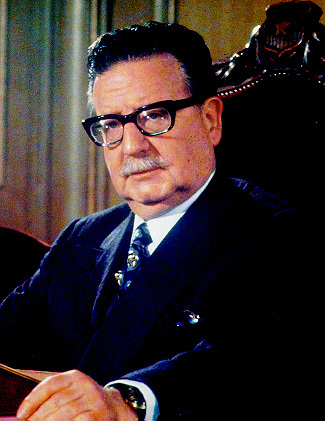
President Salvador Allende, koalitionens ledare.

Unidad Popular mer känd som UP ("Folkliga Enheten") var en vänster-centerpartikoalition bildad i Chile 1969. Koalitionen bestod av Partido Radical, Partido Socialista, Partido Comunista, el Movimiento de Acción Popular Unitario, el Partido de Izquierda Radical, Partido Social Democrata de Chile och la Acción Popular Independente. År 1970 respektive 1973 anslöt sig även la Izquierda Cristiana och MAPU Obrero y Campesino. År 1970 vann Unidad Populars kandidat Salvador Allende presidentvalet.
Koalitionen upphörde i och med militärkuppen i Chile 1973.

## Sammansättning (1969–1973)
| Parti                                       | Huvudsaklig ideologi       |
| ------------------------------------------- | -------------------------- |
| Partido Socialista                          | Socialism                  |
| Partido Comunista                           | Kommunism                  |
| Partido Radical                             | Radikalism                 |
| el Partido de Izquierda Radical (1971-1972) | Socialdemokratisk          |
| Partido Social Democrata de Chile           | Demokratisk socialism      |
| el Movimiento de Acción Popular Unitario    | Kristen socialism, Marxism |
| MAPU Obrero y Campesino                     | Kristen socialism, Marxism |
| la Izquierda Cristiana                      | Kristen vänster            |
| la Acción Popular Independente              | Populism                   |

## Symboler
Följande symboler använde alliansen under olika år.

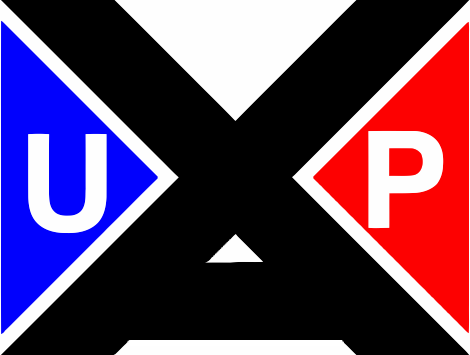
1969–1972
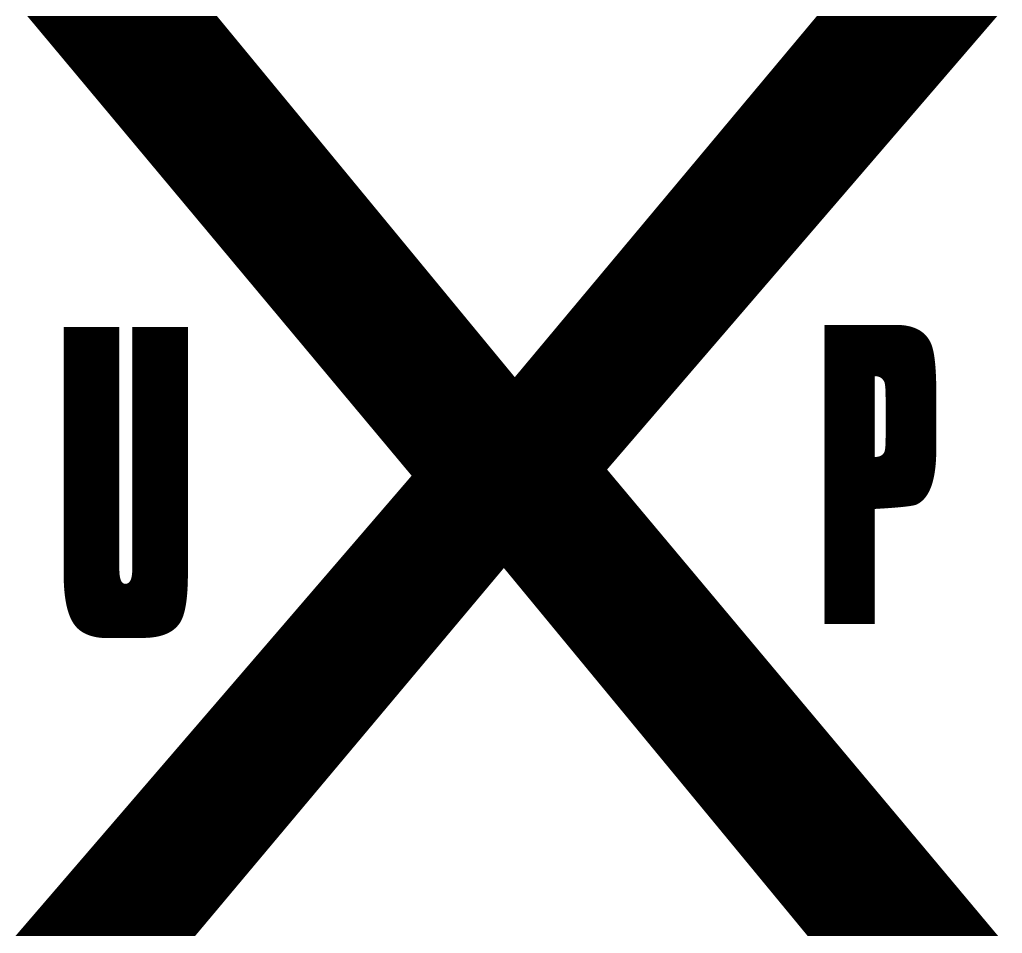
1972–1973
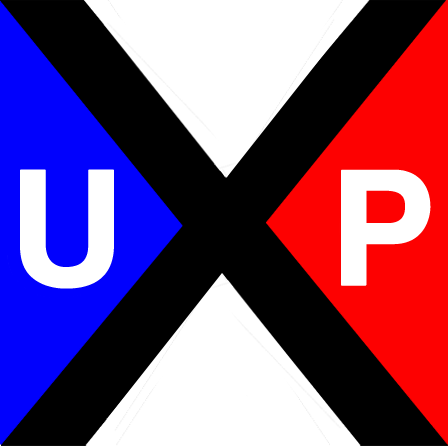
1973